# ماريان شيربان
ماريان شيربان (بالرومانية: Marian Cristinel Șerban)‏ هو لاعب كرة قدم روماني في مركز الوسط، ولد في 7 يوليو 2000 في كرايوفا في رومانيا. شارك مع منتخب رومانيا تحت 19 سنة لكرة القدم. أما مع النوادي، فقد لعب مع نادي يونيفيرسيتاتيا كرايوفا.

## وصلات خارجية
- ماريان شيربان على موقع قاعدة بيانات كرة القدم.إي يو (الإنجليزية)
- ماريان شيربان على موقع Soccerway.com (الإنجليزية)